# Kristelig Fagbevægelse
 Der er for få eller ingen kildehenvisninger i denne artikel, hvilket er et problem. Du kan hjælpe ved at angive troværdige kilder til de påstande, som fremføres i artiklen.

Kristelig Fagbevægelse (Krifa) er en faglig organisation for lønmodtagere. Organisationen er en tværfaglig og tværpolitisk organisation med hovedkontor i Aarhus og 15 afdelingskontorer over hele landet. Krifa står bag Kristelig Fagforening og Kristelig A-kasse - og har i dag God Arbejdslyst som mission og ønsker i fremtiden at være en arbejdslivsbevægelse.

## Historie
Kristelig Fagbevægelse blev stiftet i 1899 under navnet Kristeligt Dansk Fællesforbund og var oprindeligt en sammenslutning af lønmodtagere og arbejdsgivere. Baggrunden var en frustration over de eksisterende fagforeninger og en tiltagende kamp mellem arbejdsgivere og lønmodtagere. Stifterne ønskede at skabe et alternativ til klassekampen. Det skete ved at indgå overenskomst med Kristelig Arbejdsgiverforening, hvor de ansatte på den ene side fraskriver sig muligheden for at bruge strejke, og arbejdsgiverne på den anden side lockout. Det bærende princip var og er, at uoverensstemmelser så vidt muligt løses ved forhandlinger uden brug af strejke eller lockout, der kan benyttes på andre dele af det organiserede arbejdsmarked. Hvis forhandlinger ikke medfører enighed, afgøres uenigheden ved en voldgift. Krifa arbejder i dag for at fremme det gode arbejdsliv – for medlemmer, medarbejdere og samfund - og etablerede i 2015 Videncenter for God Arbejdslyst.

## Mærkesager og værdier
Kristelig Fagbevægelse går ind for dialog og forhandling frem for konfrontation og strejke. De mener at strejke koster for meget, og at det rammer for mange uskyldige . Derudover arbejder de imod, at lønmodtagere tvinges ind i en bestemt fagforening, og vandt i 2006 en sag ved Den Europæiske Menneskeretsdomstol, der gik imod eksklusivaftaler .
Organisationen melder rimelig klart ud, at de bygger på det kristne livs- og menneskesyn, men er ikke forkyndende virksomhed. Selvom de i folkemunde kaldes "Krifa", holder de stadig fast i navnet Kristelig Fagbevægelse. De beskriver sig selv som uafhængige af religiøse og politiske interesser. 
I 2010 anklagede en tidligere Krifa-medarbejder Krifa for, at hun var blevet fyret fordi hun bl.a. ikke bad bordbøn, og derfor blev Krifa trukket i retten for religiøs diskrimination. Retten afgjorde dog, at der ikke var foregået ulovlig afskedigelse .
Et kontroversielt element i organisationens opbygning har været, at hovedbestyrelsesmedlemmer i Kristelig Fagbevægelse ifølge vedtægterne skulle være "bekendende kristne". Denne formulering er især blevet kritiseret på baggrund af organisationens meget synlige rolle i sagen mod eksklusivaftaler. På repræsentantskabsmødet i 2007 blev formuleringen ændret med den begrundelse, at den var i strid med forskelsbehandlingsloven, men man valgte ikke at afskaffe et krav om, at hovedbestyrelsesmedlemmer skal tilslutte sig organisationens grundlag, som er det kristne livs- og menneskesyn.
Mange af Krifas medlemmer af hovedbestyrelsen og regionale formænd er folk med baggrund i kirkelige miljøer herunder frikirker, frimenigheder, Indre Mission, KFUM og KFUK mv.
Blandt andet har flere personer i Krifas inderkreds tilknytning til Kronjyllands Frimenighed.
Formand for Krifa, Søren Fibiger Olesen, bekræfter, at fagforeningens top ifølge vedtægterne har pligt til at være tro over for det kristne livs- og menneskesyn.
"Man skal arbejde på at fremme det at være kristelig fagbevægelse. De værdier, der taget udgangspunkt i det kristlige, skal præge vores organisation. Det er det, man forpligter sig på," udtaler Søren Fibiger Olesen til pol.dk.
Krifas mission siden 2014 hedder "God Arbejdslyst" og har i 2015 etableret Videncenter for God Arbejdslyst, der forsker i arbejdsliv og trivsel.

## Tidslinje
- 1899: Kristeligt Dansk Fællesforbund (KDF) stiftes.
- 1916: Kristelig A-kasse stiftes
- 1931: Kristelig Fagforening stiftes
- 1966: Vinder sag ved Højesteret: Eksklusivaftaler kendes ulovlige inden for det offentlige
- 1983: Hovedkontor i Randers
- 1992: Runder 100.000 medlemmer i a-kasse og fagforeninger.
- 2002: A-kasse for selvstændige
- 2003: Den Kristelige Fagbevægelse skifter navn til Kristelig Fagbevægelse.
- 2006: Vinder sag ved Den Europæiske Menneskerettighedsdomstol om eksklusivaftaler.
- 2014: God Arbejdslyst lanceres
- 2015: Videncenter for God Arbejdslyst etableres

## Kristelig Fagforening
Kristelig Fagforening blev dannet i 1931, da Kristeligt Dansk Fællesforbund opdelte arbejdsgivere og lønmodtagere i to selvstændige foreninger, nemlig i henholdsvis Kristelig Arbejdsgiverforening og Kristelig Fagforening. Fagforeningen adskilte sig fra andre fagbevægelser ved at optage medlemmer fra alle fag og ved at være politisk uafhængig.
Kristelig Fagforening har i dag ca. 110.000 medlemmer. Den arbejder for lønmodtageres interesser på arbejdsmarkedet, fører faglige sager og giver råd og vejledning til det gode arbejdsliv. 
De indgår tiltrædelsesoverenskomster med virksomheder på samme måde som den øvrige fagbevægelse, men har valgt ikke at bruge blokadevåbenet til at opnå disse overenskomster. Overenskomsterne fornyes gennem forhandlinger, men uden brug af strejke og lockout.
Kristelig Fagforening har tegnet kollektive overenskomster med en række arbejdsgiverforeninger. Der er tegnet overenskomst med transportbranchens arbejdsgiverforening ITD-A, Restauratørernes Arbejdsgiverforening af 2000, Foreningen af Kristne Friskoler/Skoleforeningen og Nyhavns Restauratør- og Arbejdsgiverforening.
I 2006 vandt Kristelig Fagforening en sag ved Menneskerettighedsdomstolen om, at eksklusivaftaler er en krænkelse af menneskerettighederne. 

## Kristelig A-kasse
Kristelig A-kasse er en fri arbejdsløshedskasse, der optager medlemmer fra alle fag. Den har ca. 184.000 medlemmer og er en forening under Kristelig Fagbevægelse. Som alle andre a-kasser giver Kristelig A-kasse information og vejledning om mulighederne på arbejdsmarkedet, hjælp til jobsøgning med videre. Samtidig udbetaler man dagpenge, efterløn og andre økonomiske ydelser.
Arbejdsløshedskassen blev stiftet i 1916, men opnåede ikke statsanerkendelse i første forsøg. Regeringen henviste til de eksisterende a-kasser, der dog kun optog medlemmer, som også støttede op om de socialistiske fagforeninger.
I 1923 fik a-kassen statsanerkendelse inden for bestemte faggrupper, og først i 1929 opnåede Kristelig A-kasse statsanerkendelse som fri tværfaglig a-kasse. Med statsanerkendelsen kunne medlemmerne også udføre arbejde for det offentlige.
Den socialdemokratiske statsminister, Thorvald Stauning, ophævede i 1937 en lov, der gjorde, at Kristelig A-kasse mistede sin statsanerkendelse. Trods store protester fik Kristelig A-kasse først sin statsanerkendelse tilbage i 1950.
På trods af den nyvundne statsanerkendelse kæmpede man stadig med en klausul i loven, der kun tillod overførsel af anciennitet mellem fagligt afgrænsede a-kasser. I 1981 vandt man dog en sag, der ligestillede Kristelig A-kasse med de øvrige a-kasser.